# Asura citrinopuncta
Asura citrinopuncta là một loài bướm đêm thuộc phân họ Arctiinae, họ Erebidae.